# Komplementärwährung

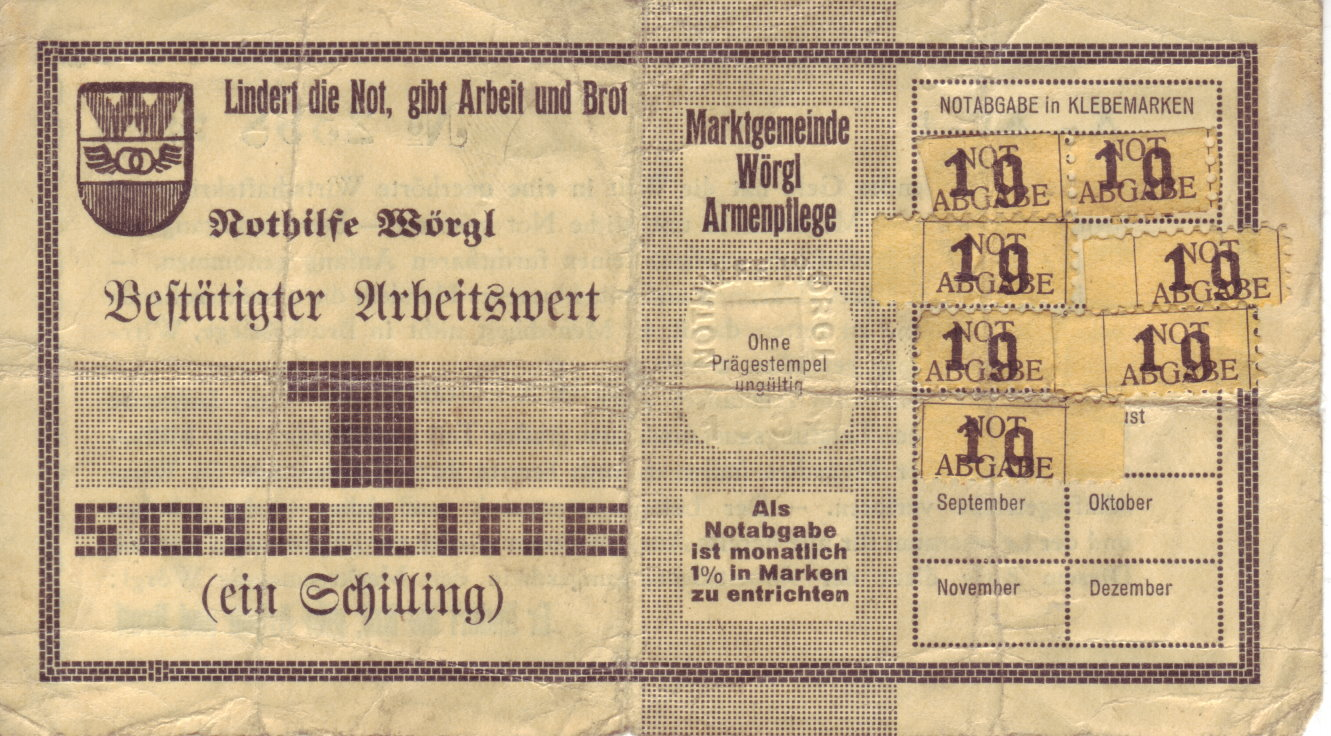
1 Schilling des Wörgler Schwundgeldes als Komplementärwährung

Eine Komplementärwährung (frz. complément „Ergänzung“) ist ein Zahlungsmittel, das ergänzenden Charakter hat. Sie ist die Vereinbarung innerhalb einer Gemeinschaft, etwas zusätzlich neben dem offiziellen Geld als Tauschmittel zu akzeptieren.

## Zweck, Entstehung und Kontext
Eine zusätzliche Währung kann eine Ware, eine Dienstleistung oder eine geldäquivalente Gutschrift sein. Sie wird in dem Sinne als „Geld“ aufgefasst, dass sie die ursprüngliche und eigentliche Funktion des Geldes als „Tauschmittel“ erfüllt. Komplementärwährung kann auch eine ausländische, stärkere Währung sein. So übt der US-Dollar diese Funktion in weiten Teilen der Welt mit schwacher einheimischer Währung aus.
Ziel einer solchen Vereinbarung ist es, bestehende soziale, ökonomische und ökologische Ungleichgewichte zu kompensieren, die sich aus der Monopolstellung der offiziellen Währung bei lang andauernder Knappheit ergeben könnten, ohne die Standardwährung gänzlich zu verdrängen.
Je nach Verwendungszweck und Geltungsbereich werden bereits seit vielen Jahrhunderten kombinierte Währungssysteme innerhalb von Gemeinschaften erfolgreich praktiziert. Meist wird es so gehandhabt, dass Steuern nur mit dem gesetzlichen Zahlungsmittel beglichen werden können, Alltagsgeschäfte im Waren- und Dienstleistungsbereich hingegen zu einem Teil auch mit der Zweitwährung bezahlt werden können.
Besonders im Zuge der fortschreitenden Globalisierungskritik wurden seit den 1990er Jahren weltweit zahlreiche Komplementärwährungen erschaffen, mit denen einige Menschen in ökonomisch schwachen Regionen ihre Wirtschaft vitalisieren und sich von äußeren Geldgebern unabhängig machen wollen.
Schließlich kann es bei komplementären Währungssystemen auch um effektive und nachhaltige Methoden zur Bewahrung einer weltweiten kulturellen Vielfalt, um die Verwirklichung von Selbstbestimmungsrechten und um die Vermeidung lang anhaltender sozialer Unruhen gehen, sofern diese durch monetäre Unterversorgung verursacht werden.

## Beispiele von Komplementärwährungen

### Muschelgeld auf Papua-Neuguinea

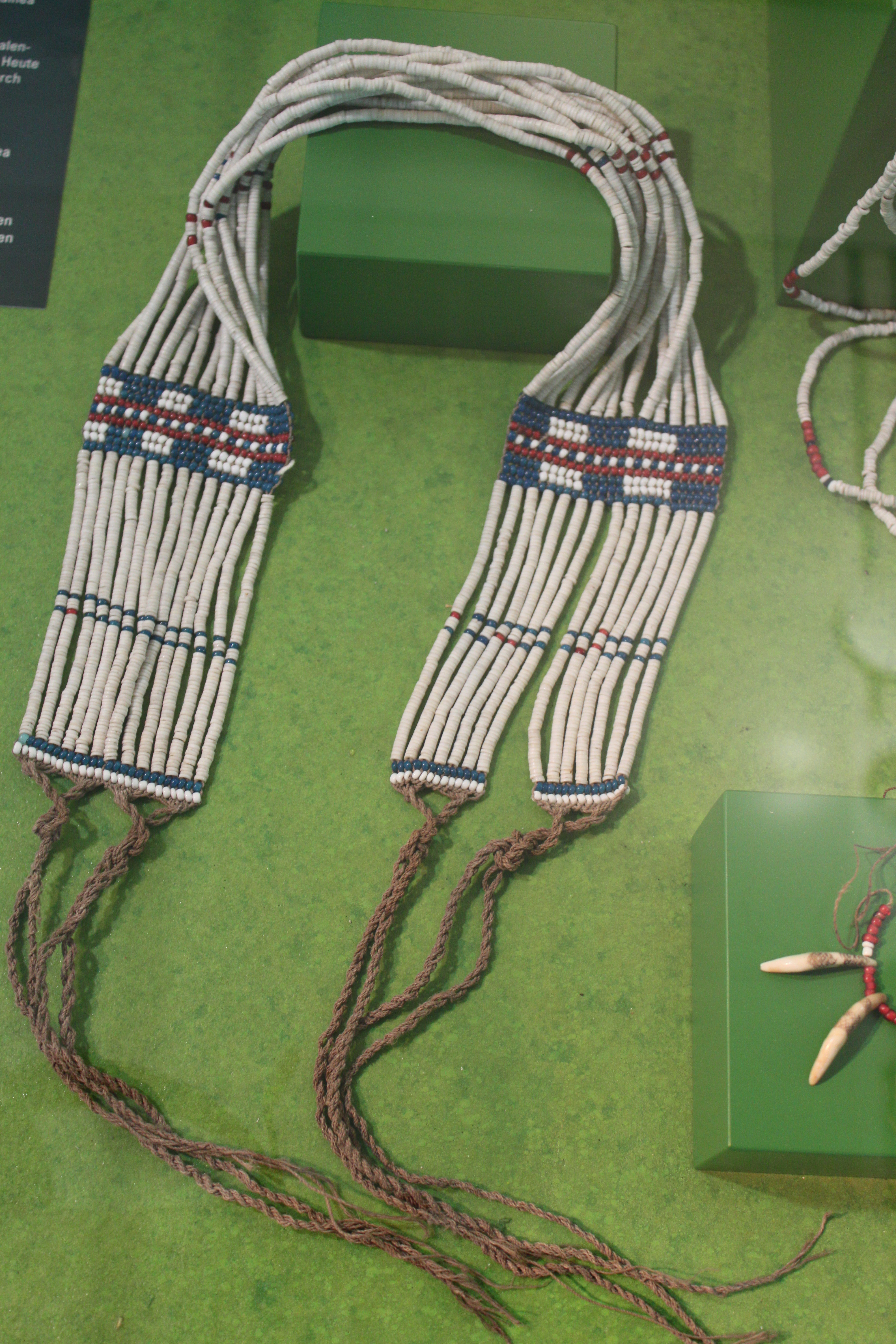
Geldschnur aus Muschelscheiben und Hundezähnen

Papua-Neuguinea kennt neben dem „Kina“ als gesetzlichem Zahlungsmittel auch das traditionelle Muschelgeld der einheimischen Bevölkerung, dessen Gebrauch einige Provinzregierungen fördern. Der Name Kina leitet sich von den Kina-Muscheln ab, die im Hochland von Neuguinea schon immer das traditionelle Zahlungsmittel darstellten.
Die Einheit der Alternativwährung bildet „1 fathom“, welcher aus einer Kette aus zahlreichen kleinen Muscheln der Gattung Nassariidae besteht, die zwischen zwei ausgestreckten Armen aufgespannt werden kann. Der Name fathom leitet sich vom englischen Wort für „Faden“ ab, das auch ein nautisches Längenmaß ist und 1,8288 Metern entspricht. Ein englischer Fathom entspricht in etwa einem deutschen Klafter.
Im Februar 2002 wurde in der Nähe von Rabaul auf der Insel New Britain die weltweit erste Muschel-Bank eröffnet. Die Wechselstube befindet sich in der Provinz East New Britain. Dort stellen die Tolai die größte Bevölkerungsgruppe. Traditionell bezahlen die Tolai mit Muschelgeld. Bereits 2001 hat die Provinzregierung von East New Britain sogar die Zahlung von Steuern mit Muschelgeld genehmigt. Die Tolai Exchange Bank wechselt das Muschelgeld in harte Währung, den Kina. Der aktuelle Wechselkurs beträgt vier Kina für ein Fathom (Stand 2002). Allein auf der Gazelle-Halbinsel schätzt man einen Umlauf von Muschelgeld in Höhe von acht Millionen Kina.

### Japan
Die anhaltenden wirtschaftlichen Probleme seit 1990 haben in Japan zu einer gesetzlichen Lockerung zum Erproben von Komplementärwährungen geführt. Den größten Anschub dafür gab es 1995 nach dem schweren Erdbeben in Kōbe. Die Regierung war mit der Bereitstellung finanzieller Hilfen überfordert. So entstanden zahlreiche lokale Selbsthilfe-Organisationen, die eine landesweite Hilfe ermöglichten. Das traditionelle Ehrgefühl der Japaner sieht vor, fremde außerfamiliäre Hilfe zu belohnen. So entwickelten sich daraus verschiedene „Fureai-Kippu-Systeme“, lokale Netzwerke auf gemeinnütziger Basis, in denen soziale Pflegeleistungen wahlweise in Yen ausgezahlt oder auf einem Zeitkonto gutgeschrieben werden. Man kann die eigene Zeitgutschrift auch auf hilfebedürftige Familienmitglieder übertragen, wenn man sie selbst nicht benötigt.
In den folgenden Jahren entstanden zahlreiche Währungskombinationen in unterschiedlicher Form und für verschiedene Zwecke wie Bildung, Umweltschutz, Nachbarschaftshilfe, Katastrophenschutz, biologischen Lebensmittelanbau und diverse Maßnahmen zur Bewahrung kultureller Werte, wie Theater- und Musikaufführungen. Sie alle bilden ein großes Experimentallabor mittelfristiger Projekte zur Erforschung der geeignetsten Modelle. Im August 2002 verkündete der Wirtschaftsminister Takenaka seine Ansicht, dass der Einsatz von Komplementärwährungen Japan aus der Deflation befreien würde, weil auf diese Weise endlich wieder Geld auf lokaler Ebene bereitstünde.
Der japanische Autor und Wirtschaftsanalytiker Eiichi Morino vergleicht die Komplementarität zwischen dem Yen und den lokalen Zweitwährungen mit dem Yin-und-Yang-Prinzip:

„Deshalb sagen wir, dass eine gut funktionierende Wirtschaft aus Yin-Wirtschaft und Yang-Wirtschaft besteht. … Die bestehende Wirtschaft ist jedoch nur als Yang-Wirtschaft konzipiert. … In diesem Sinne kann man die Lokalwährung als Yin-Wirtschaft verstehen. … Die Yin-Wirtschaft und die Yang-Wirtschaft müssen ineinandergreifen, und so wie das Blut im Körper zirkuliert, sollte auch das Geld in der Wirtschaft zirkulieren.“

### Deutschland
In Deutschland aber auch in anderen Ländern brachten Eisenbahngesellschaften mit dem Bau von Eisenbahnen ab dem 19. Jahrhundert in ihrem Bereich das Eisenbahngeld als Komplementärwährung heraus.
Der Bethel-Euro (bis zur Euro-Einführung Bethel-Mark) existiert seit 1908 und erlaubt den Einkauf in den von Bodelschwinghschen Stiftungen Bethel in Bielefeld. Dabei gilt im Einkauf ein Bethel-Euro gleich ein Euro, wer aber Euro in Bethel-Euro tauscht, bekommt 105 Bethel-Euro für 100 Euro. Lange Zeit bildete das Bethel-Geld jedoch eine Ausnahmeerscheinung in Deutschland.
Zwischen 1926 und 1931 gab es in Deutschland das Wära-Experiment. Es gelang insbesondere, das Braunkohlebergwerk Schwanenkirchen trotz Weltwirtschaftskrise wieder in Betrieb zu nehmen, bis das Wära-Geld 1931 vom Finanzministerium verboten wurde.
Seit Beginn der 1990er Jahre bildeten sich mit den so genannten Tauschringen lokale, örtlich begrenzte Komplementärwährungen heraus. Seit 2001 verzeichnet auch Deutschland einen Zuwachs an regionalen Initiativen zur Etablierung von Komplementärwährungen.
Im Oktober 2001 wurde in Bremen ein regional begrenzter Gutscheinring eingeführt. Ebenso wie bei den Folgeprojekten in den Regionen Chiemgau, Ainring, Pfaffenhofen, Göttingen, Witzenhausen, Gießen, Hagen, Schopfheim, Siegen, Berlin, Düsseldorf, Dresden, Kamenz, Zwönitz, Hitzacker (Elbe), Neustadt (Dosse) und Schleswig-Holstein geht es um eine gezielte Belebung regionaler Wirtschaftskreisläufe. Den Gutscheinringen können sich alle Verbraucher und Gewerbetreibende anschließen.
Die Konvertierbarkeit zum Euro und die Verwendung der Umtauschgebühren wird unterschiedlich gehandhabt. Beim Chiemgauer werden zusätzlich soziale Projekte mitfinanziert, wobei die Teilnehmer des Gutscheinrings darüber entscheiden können, welches Projekt sie unterstützen wollen.
Viele der Projekte in Deutschland sind in dem Dachverband „Regiogeld e. V.“ mit Sitz in Magdeburg vereinigt. Dessen Ziel ist es, neue Projekte bundesweit anzustoßen und alle Einzelprojekte untereinander konvertierbar zu machen. Es bestehen Verbindungen zu gleichgelagerten Initiativen aus Österreich und der Schweiz.
Neben diesen Regionalwährungen gibt es insbesondere seit Mitte der 1990er Jahre Geldscheine zu besonderen Anlässen. Sie sind den Serienscheinen aus der Zeit um 1920 nachempfunden. Sie sind Zahlungsmittel und gültig zu besonderen Anlässen, wie Schulfesten, in der Gastronomie, bei Klassentreffen, Stadtfesten, Firmenjubiläen, Börsen/Ausstellungen, Vereinsveranstaltungen oder in Kinderspielstädten. Meist sind sie nur einen Tag gültig, können aber auch bis zu einem Jahr umlaufen. Als Beispiele gelten die Serienscheine der neuen Generation, die es aus Bonn, Weinstadt, Wiesbaden, Nidda, Bad Godesberg, Schwalmstadt-Treysa, Urbach, Schwäbisch Gmünd, Lich, Stuttgart, Bad Saulgau, Waiblingen, Esslingen, Winnenden, Fellbach, Kernen, Korb, Kloster Arnsburg, Remseck und Marburg gibt.

### Deutsche Demokratische Republik

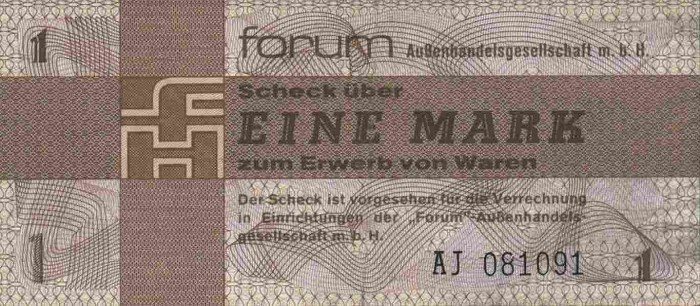
Forumscheck 1 M

Ab 1979 wurden in der DDR Valuten zur Verwendung durch DDR-Bürger im Intershop von der Staatsbank der DDR in Forumschecks umgetauscht. Eine Forumscheck-Mark entsprach einer DM.

### Österreich

#### Geschichte

Rückseite des umlaufgesicherten Wörgl-Schwundgeldes

1932/33 brachte die Stadt Wörgl das Wörgler Schwundgeld unter dem damaligen Bürgermeister Michael Unterguggenberger in Umlauf. Es handelte sich um eine Komplementärwährung in Form von Umlaufgesichertem Geld. Um ihre Gültigkeit zu behalten, mussten die sogenannten Arbeitsbestätigungsscheine monatlich mit einer Marke im Wert von einem Prozent des Nennwertes beklebt werden. Dieses Komplementärwährungsexperiment wurde als das Wunder von Wörgl bekannt.

#### Gegenwart
Auch heute besteht in Wörgl wieder eine Komplementärwährung. Diese wurde im Rahmen eines LA21-Projektes als regional genutzte Sektoralwährung für die Wörgler Jugend konzipiert. Die Einrichtung gewann die SozialMarie 2009.
2003 wurde in Wörgl das Unterguggenberger Institut gegründet, das sich seither der Dokumentation der historischen Ereignisse und Erfahrungen, der Forschung und der koordinierten Vernetzung von Interessierten zu Komplementärwährungsprojekten widmet.
Das aktuell tragendste österreichische Projekt ist der Vorarlberger Talentetauschkreis. Daneben gibt es mit NeuesGeld.Com ein weiteres Expertennetzwerk und mit Za:rt einen Zusammenschluss von aktiven Initiativen zum Zwecke des Zahlungsclearings und organisatorischer Vernetzung.

### Schweiz
WIR 
Die schweizerische WIR Bank Genossenschaft, bis 1998 WIR-Wirtschaftsring Genossenschaft genannt, bietet das weltweit größte alternative Verrechnungssystem an.
Als die Weltwirtschaftskrise 1934 in der Schweiz ihren Höhepunkt erreichte, wurde der Wirtschaftsring von Freiwirtschaftlern zur Förderung des gewerblichen Mittelstandes gegründet. Zu den Gründungsmitgliedern zählten Werner Zimmermann, Paul Enz und Otto Studer. Ihren Einfluss hat der WIR-Wirtschaftsring jedoch bald abgeschüttelt und weist seit 1952 keine freiwirtschaftlichen Elemente mehr auf. Insbesondere arbeitete er nur bis 1948 mit einer Umlaufsicherung.
Die Teilnehmer am Verrechnungsverkehr arbeiten neben dem Schweizer Franken mit einer bargeldlosen Komplementärwährung namens WIR. An Laden- oder Hoteleingängen in der Schweiz begegnet man immer wieder dem WIR-Signet. In einem Web-basierten Teilnehmerverzeichnis und in Geschäftsanzeigen weisen die WIR-Teilnehmer auf ihre Teilnahme hin und geben bekannt, welchen Prozentsatz an Komplementärwährung sie anstelle des Schweizer Frankens annehmen.
Der WIR-Wirtschaftsring untersteht seit 1936 dem schweizerischen Bankengesetz. Im Jahr 1998 erfolgte die offizielle Umbenennung in WIR Bank. 2004 erhielt die Komplementärwährung WIR den nach ISO 4217 geformten dreistelligen Buchstabencode CHW in Entsprechung zur Landeswährung CHF (Schweizer Franken).
 Swap 
Im Jahr 2008 hat Easyswap, ein Schweizer Verein ohne Erwerbszweck, die Tauschplattform geschaffen. Um Güter und Dienstleistungen auszutauschen, verwenden die „Swapper“ (eingeschriebene Internetplattformnutzer von easyswap) den Swap, eine virtuelle Komplementärwährung.
 Talent 
1992 wurde unter diesem Namen eine neue Schweizer Komplementärwährung geschaffen, die wieder an die Ideen der Freiwirtschaft anknüpft.
 Farinet 
Im französischsprachigen Unterwallis wurde 2017 (nicht zum ersten Mal) der Farinet herausgegeben, benannt nach dem Falschmünzer Joseph-Samuel Farinet.

### Der Crédito in Argentinien
Der Crédito in Argentinien war eine Komplementärwährung mit sehr hoher Verbreitung, die in einem landesweiten Netz aus Clubs gehandelt wurde. Die Währung wurde während der Argentinien-Krise als Zahlungsmittel von bis zu 7 % der Bevölkerung verwendet und brach zusammen als der Argentinische Peso wieder in ausreichender Menge zur Verfügung stand. Weitere Gründe für den Zusammenbruch der Währung könnten die einfache Fälschbarkeit einiger Créditos sowie zu schnelles Anwachsen der Teilnehmerzahl gewesen sein.

### Brasilien
Mehr als einhundert alternative oder sozialen Währungen sind regional in den Vierteln von brasilianischen Großstädten und in kleineren Städten im Landesinneren im Umlauf, z. B. der Palmas, Mumbuca, Terra, TIGRÃO, Arco-íris und Esmeralda.

### Kuba
Eine Komplementärwährung in Kuba war lange Zeit der US-Dollar, der mit dem Peso Cubano konkurrierte und vor allem für die sogenannten „Dollarläden“, staatliche Läden mit westlicher Produktauswahl, gebraucht wurde.
Der Peso convertible war früher eins zu eins an den US-Dollar gekoppelt. Er war für Touristen freiwillig und sollte den US-Dollar ersetzen. Inzwischen ist er ein Währungstopf, der unter anderem auch den Euro enthält. Er hat nun den US-Dollar als Komplementärwährung verdrängt.

### Südafrika
Die selbstverwaltete Gemeinschaft von Orania in der Provinz Nordkap gibt seit 2005 die Komplementärwährung Ora heraus. Diese ist an den südafrikanischen Rand im Verhältnis von 1:1 gebunden, garantiert aber den Nutzern einen Preisnachlass auf alle in Orania gekauften Güter. Die Ora ist nur in Orania als Zahlungsmittel anerkannt.

### Italien
Seit 2017 plant Italien die Einführung von Mini-BOTs um den Haushalt zu sanieren.

### Disney Dollar der Walt Disney Company
Der Disney Dollar ist eine Komplementärwährung, die in den Freizeitparks, den Resorts und den Läden der Walt Disney Company als Zahlungsmittel akzeptiert wird. Die Währung existiert nur in Form der Geldscheine und wurde zum ersten Mal am 5. Mai 1987 herausgegeben. Es gibt den Disney Dollar als 1-, 5-, 10- und 50-Dollar-Note. Die Währung ist zu einem fixen und von der Walt Disney Company garantierten Wechselkurs (1:1) an den US-Dollar gekoppelt.

## Finanzkrise ab 2007
Im Rahmen der Finanzkrise ab 2007 und der daraus erwachsenen Eurokrise wurden Parallelwährungen vorgeschlagen, die in angeschlagenen Ländern wie Griechenland zusätzlich zum Euro eingeführt werden sollten. Größere Aufmerksamkeit erhielt der „GEURO“-Beitrag von Thomas Mayer, der in Medien wie ZEIT oder Spiegel rezipiert wurde.
Ein ähnlicher Vorschlag von Markus C. Kerber, Professor für öffentliche Finanzwirtschaft und Wirtschaftspolitik an der Technischen Universität Berlin, sieht vor, eine so genannte „Guldenmark“ als Parallelwährung zum Euro einzuführen. Im Gegensatz zum „GEURO“ soll sie jedoch von Ländern mit Leistungsbilanzüberschuss – konkret Deutschland, den Niederlanden, Finnland, Österreich und Luxemburg – getragen werden. Dies könne helfen, Wettbewerbsunterschiede zwischen Nord und Süd auszugleichen. Von der Einführung eines „GEUROs“ hält Kerber dagegen wenig, da sich noch nie Parallelwährung gebildet oder gar gehalten habe, welche schwächer als die eigentliche Währung sei. Bei einem „GEURO“ oder „Neu-Drachme“ sei dies jedoch der Fall.
Der Bundesverband mittelständische Wirtschaft veröffentlichte 2013 einen Sammelband Die Parallelwährung: Optionen, Chancen, Risiken, der einen Überblick über die Vorschläge gibt.